# Mie (kabuki)

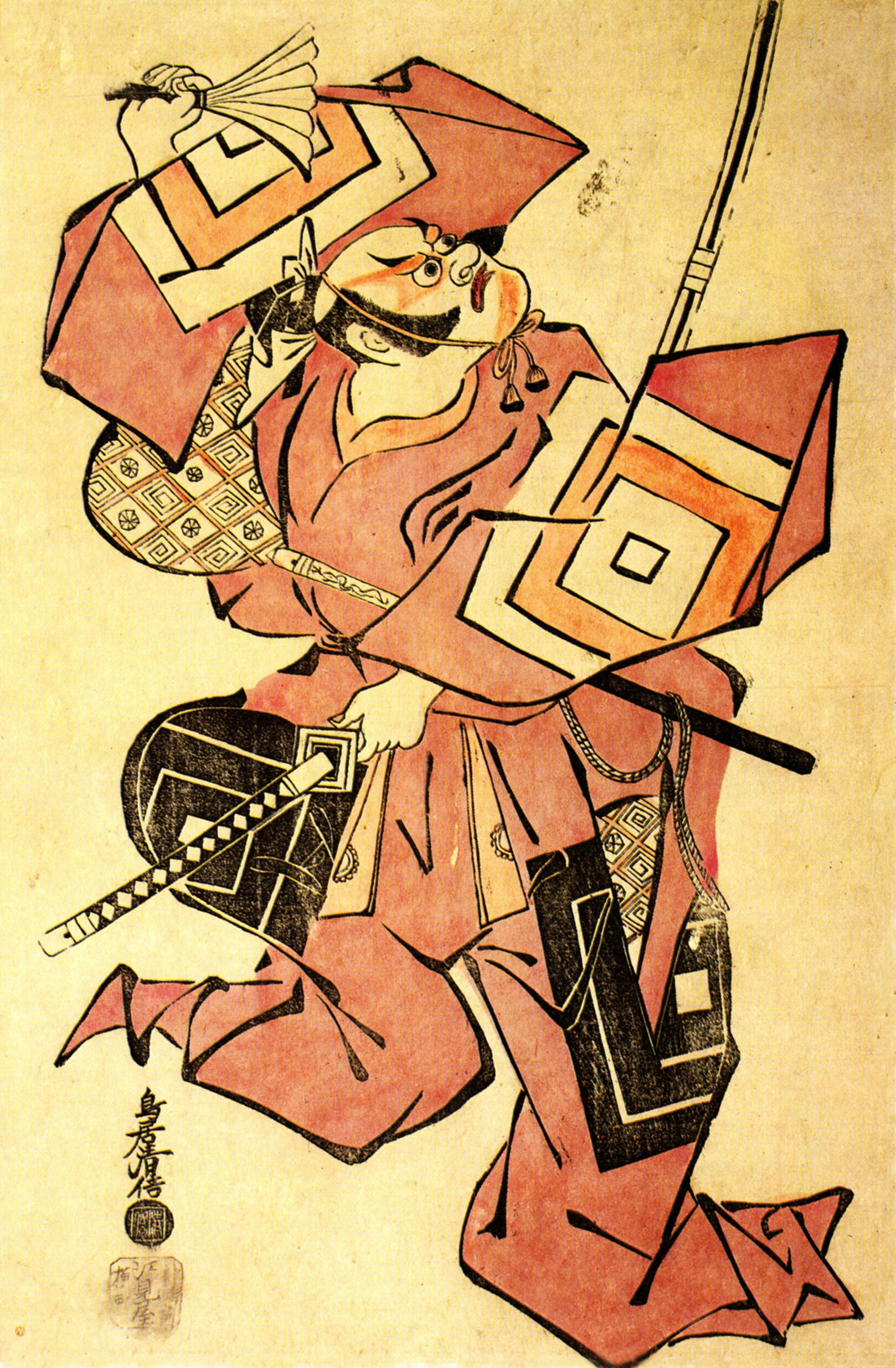
Una xilografia di Torii Kiyomasu I raffigurante Ichikawa Danjūrō II impegnato in una mie durante una rappresentazione dell'opera Shibaraku.

Una mie  (見え o 見得?) è una posizione rappresentativa utilizzata dagli attori kabuki per esprimere forza e potenza. Nell'assumere queste esagerate posizioni, caratteristiche dello stile aragoto, l'attore letteralmente si blocca per qualche momento, al fine di far concentrare l'attenzione del pubblico su una parte particolarmente importante o espressiva della rappresentazione. Da qui deriva anche il fatto che il termine utilizzato per indicare queste pose sia mie, che in giapponese significa letteralmente "osservazione".
Una mie ha lo scopo di mostrare le emozioni di un personaggio al loro culmine e spesso può essere una vera e propria posizione di forza. Durante l'assunzione della posa, l'attore spalanca gli occhi e, in caso l'emozione da rappresentare sia rabbia o furore, convenzionalmente li incrocia. Spesso il pubblico grida invocazioni o il nome dell'attore, sia prima che dopo l'assunzione della mie da parte di quest'ultimo; tali grida sono parte integrante dello spettacolo kabuki e prendono il nome di kakegoe.

## Storia
Secondo la tradizione, il primo ad aver sviluppato e utilizzato una mie è stato Ichikawa Danjūrō I, durante l'era Genroku, che va dal 1688 al 1704 e che vide il picco della stravaganza e dell'edonismo del periodo Edo, a cui si deve peraltro la creazione dello stile aragoto. Oggi esiste una grande varietà di mie, ognuna delle quali ha un nome che la descrive, e molte di queste sono associate con una particolare linea di attori.

## Esempi

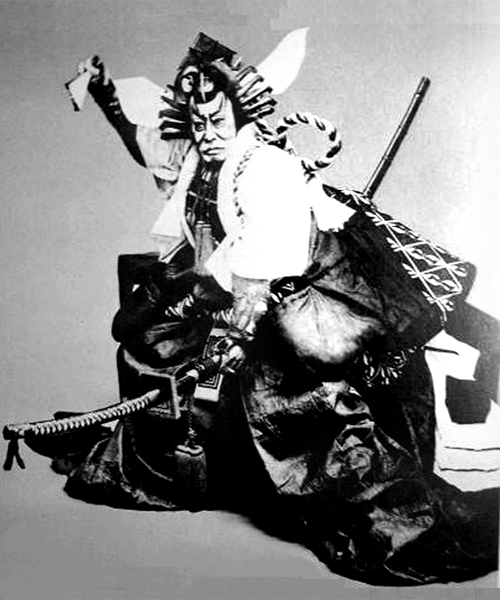
Ichikawa Danjūrō IX nei panni di Kamakura Gongorō Kagemasa in una rappresentazione di Shibaraku del novembre 1895, intento in una mie Genroku.

Una delle mie più famose e meglio conosciute è quella chiamata Genroku, in cui l'attore mantiene il braccio destro disteso in alto e all'indietro con la mano chiusa a pugno mentre la mano sinistra è posata sull'elsa della spada, tenendo allo stesso tempo le gambe divaricate con la gamba destra piegata, a reggere la maggior parte del peso del corpo, e la sinistra quasi distesa. Questa mie è fortemente legata al personaggio di Kamakura Gongorō Kagemasa, l'eroe dell'opera Shibaraku, e la sua creazione, così come quella dell'opera stessa, è attribuita a Ichikawa Danjūrō I.
Altre mie famose sono le due pose assunte dal monaco Narukami nell'opera Narukami Fudō Kitayama Zakura e chiamate Hashimaki no mie (柱巻きの見得?), letteralmente la mie dell'"avvolgimento della colonna", in cui l'attore avvolge le sue braccia e le sue gambe attorno a un palo, una colonna o un'arma lunga quale una naginata, e la mie chiamata Fudō no mie (不動の見得?), una posizione di forza volta ad evocare forza e potenza in cui l'attore vuole rappresentare la figura del Buddha Fudō Myoō. Quest'ultima mie è assunta dal monaco Benkei nell'opera Kanjinchō mentre impugna in una mano una pergamena (contenente la "lista di iscrizione", ossia la "kanjinchō" che dà il titolo all'opera) e nell'altra una mālā. Nella stessa opera, Benkei assume anche la mie chiamata Ishinage no mie (石投げの見得?), ossia la mie del "lancio della pietra".
Quando due attori, uno sul palcoscenico e uno posto su una struttura più elevata dello scenografia, ad esempio su un tetto, assumono una mie in contemporanea, si utilizza l'espressione Tenchi no mie (天地の見得?), ossia la mie "del cielo e della terra".